# Duckow
Duckow es un barrio (en alemán, ortseil) de la ciudad de Malchin, ubicada en el Distrito de los Lagos de Mecklemburgo, estado federado de Mecklemburgo-Pomerania Occidental, Alemania.
Su población a finales de 2017 era de 227 habitantes y su densidad poblacional, de 15 hab/km².
Hasta el 1 de enero de 2019 fue un municipio independiente.